# Лиелиндрица
Лие́линдрица (латыш. Lielindrica, пол. Indryca, Indryca Wielka, нем. Nederitz) — населённый пункт (рассеянное село) в Краславском крае Латвии, в составе Калниешской волости.
По состоянию на 2021 год, население села составляло 9 человек.

## История
Старейшее упоминание об Индрице относится к 1471 году. В летописи говорится, что в Индрице состоялось обсуждение торгового спора между Динабургским комтуром, Резекненским фогтом и Полоцким воеводой.
В 1531 года магистр ордена Херманис фон Бригений продал Индрицу семье Платеров, из которой Ян Анджей (Jan Andrzej Henryk Broel-Plater, 1627—1696) в 1695 году обратился в католичество и превратил местную протестантскую церковь в католическую. Индрицкий замок был обитаем до начала XVIII века, когда Ян Людвиг Плятер в 1729 году купил Краславское имение и построил там роскошный дворец. Индрицкое имение было заброшено, но Индрица принадлежала его роду до XX века. Заброшенный замок стал разрушаться, и к XX веку над землёй ничего не осталось.

### Индрицкое городище
Замок находился на правом берегу Даугавы, на правом берегу реки Стирна, в 300 выше её впадения в Даугаву (около 0,5 километра к югу от Лиелиндрицы).
Имение было расположено на холме площадью 0,5 га. Высота над современным уровнем Даугавы 8 метров. Во время раскопок установлено, что имение строилось в два периода. В XV веке было построено деревянное строение в северной части холма. Оно было обнесено деревянным частоколом. С 30-х годов XVI века по начало XVIII века строительство шло на южной части холма. От первого строительного периода сохранился каменный фундамент жилого дома остатки (в земле) деревянной изгороди.
Каменный дом строился во второй период. Первоначально был углублён до 3 метров и расширен до 10 метров ров в западной части. Вынутый грунт был использован для расширения территории холма. Вокруг строений был возведён новый деревянный забор. Каменный жилой дом был построен из валунов с толщиной стен 1,2 метра. Подвал глубиной 2 метра был обложен кирпичом. В плане наружные стены составляли 18х12 метра. К северо-западному углу здания, напротив входных ворот, примыкала квадратная башня 6х6 метров с закруглёнными углами. Под башней был погреб 1,8х3 метра. В северо-восточном углу здания, со стороны двора, была пристройка с толщиной стен 1 метр. Здесь находился вход в дом. В северной части здания находилась полуподвальная пристройка, где находилась печь отапливающая дом. Дом был построен в южной части холма, а в северной части находились хозяйственные постройки и погреб.
До наших дней сохранился подвальный этаж жилого дома и фундаменты хозпостроек.